# 지그재그 (잡지)
지그재그(영어: ZigZag)는 영국의 록 음악 전문 잡지이다. 1969년 4월 16일 피트 프레임이 창간하였다. 프레임의 "록 계보"로 유명했던 지그재그는 인터뷰, 기사 등을 잡지에 실었으며, 마이클 네스미스, 미키 뉴베리, 진 클라크와 같은 미국의 송라이터에 지원을 보냈다. 1986년에 폐간되었다.

## 역사
피트 프레임이 1969년에 나온 창간호부터 1973년 2월까지 29호를 편집하였다. 프레임은 후에 "영국의 음악 잡지 중 그 어떤 것도 내가 좋아하는 음악을 다루지 않았다. 그들은 모두 대중적인 음악에 집중했으나 나는 언더그라운드 신에 관심이 있었다. 그래서 나는 나와 비슷한 종류의 음악을 좋아하는 사람들을 위한 잡지를 시작하기로 결정하였다. 지그재그라는 이름은 캡틴 비프하트의 노래 〈Zigzag Wanderer〉와 롤링 페이퍼 회사 이름 지그재그에서 따왔다."라고 언급했다.
피트 프레임의 "록 계보(Rock family trees)"는 지그재그에서 처음으로 등장하였다. 1970년 8월 14호의 버즈와 1970년 12월~1971년 1월 17호의 존 메이올이 대표적이다. 이런 계보가 유맹해진 것은 21호의 알 쿠퍼 편이었다.
존 토블러는 창간 직후 합류해 2호부터 존 HT(존 휴겐토블러)라는 이름으로 글을 썼다. 이후 카리스마 레코드의 창시자인 토니 스트래턴스미스가 잡지를 인수하여 1974년 1월부터는 약간의 색까지 추가된 정기 월간지로 바뀌었다. 스트래턴스미스는 또한 지그재그 창간 5주년을 기념하기 위해 1974년 4월 28일 어메이징 지그재그 콘서트를 개최를 위한 자금을 지원했다. 1973년 3월호부터 이듬해 4월호까지는 코너 맥나이트가 편집자를 맡았으며, 앤디 차일즈는 42호부터 편집자가 되어 18달 동안 활동했다. 본래 앤디 차일즈는 자신의 팬 잡지인 팻 에인절(영어: Fat Angel)이 있었다.

## 펑크 록 시기
1970년대 중반부터 지그재그는 펍 록과 초기 펑크 록 밴드, 가령 닥터 필굿이나 더 스트랭글러스와 같은 영국 음악의 영향을 받았다. 피트 프레임은 58호부터 다시 편집자가 되어 폴 켄달 편집의 세 호를 제외하고는 1974년 7월 74호때까지 자리를 유지하였다.
1977년 8월 편집자가 된 크리스 니즈는 지그재그가 펑크 잡지로 완전히 변신하도록 하였다. 이 무렵 피트 프레임은 잡지와는 거리를 두고 후에 유명해지는 "록 계보" 시리즈의 첫 책을 출판하였다. 70년대 후반에 진행한 설문 조사에서는 이언 듀리, 버즈콕스, 섹스 피스톨즈, 더 클래시, 블론디와 패트릭 피츠제럴드나 그루포 스포르티보같은 유명하지 않은 음악가가 언급되었다.
지그재그는 1981년 말 믹 머서가 편집자 자리를 인계받을 때까지 계속 런던에서 니즈 휘하에서 편집됐다. 1982년 4월에는 런던에 지그재그 클럽 라이브 음악 공연장이 개장되었다. 이듬해에는 잠시 출판을 중단했다가 1983년 10월 믹 머서가 편집자로 나서며 재창간되었다. 이후 1986년 1월, 140호를 마지막으로 폐간됐다.
지그재그는 1988년 7월 노던 & 셸에 인수되었다. 1970년대 지그재그의 사업 매니저였던 짐 맥과이어는 노던 & 셸의 리처드 데스먼드를 설득하여 타이틀을 다시 쓸 수 있도록 했고, 맥과이어는 EMAP와 출판 계약을 맺었으나 1990년 5월 한 권만이 발행되었다 폐쇄되었고, EMAP은 새로운 록 잡지 모조를 창간했다.